# بوب ألين (لاعب كرة قاعدة)
بوب ألين (بالإنجليزية: Bob Allen)‏ هو لاعب كرة قاعدة أمريكي، ولد في 10 يوليو 1867 في ماريون في الولايات المتحدة، وتوفي في 14 مايو 1943 في ليتل روك في الولايات المتحدة.

## وصلات خارجية
- بوب ألين على موقعبيزبول رفرنس.كوم (الدوري الرئيسي) (الإنجليزية)
- بوب ألين على موقعبيزبول رفرنس.كوم (الدوري الثانوي) (الإنجليزية)